# قاعة استماع تنريفي
قاعة استماع تنريفي (بالإسبانية: Auditorio de Tenerife)‏ هو واحد من أهم المعالم الأثرية في العمارة المعاصرة في أوروبا. وصمم المشروع من قبل المهندس المعماري الإسباني سانتياغو كالاترافا، الذي بني بين عامي 1997 و2003 ، وافتتح في أيلول / سبتمبر 2003. يقع في مدينة سانتا كروث دي تينيريفه (عاصمة منطقة جزر الكناري) ويعد واحداً من أهم رموز تنريفي. في مارس 2008 اعتبرت من قائمة الأعمال الأكثر رمزية للهندسة المعمارية الإسبانية.

## تاريخ
في عام 1970 يدعو المجتمع الجزيرة على الحكومة لإنشاء دار الأوبرا لجزر الكناري. في عام 1977 كان وافق، ولكن كان العديد من المواقع والعديد من المهندسين المعماريين.
في عام 1991، نشرت سانتياغو كالاترافا مشروع في عام 1996 تم الاتفاق على أن موقع المبنى سيكون بالقرب من ميناء المدينة عن طريق البحر. انه يريد لإنشاء مبنى رمزي أن الجميع يعترف به بوصفه رمزا لهذه المدينة الكناري. بدأ البناء في عام 1997 واكتمل في عام 2003. استغرق تنصيب مكان في 26 سبتمبر من العام نفسه، في وجود فيليبي دي بوربون، أمير أستورياس. حضر بعض من أكثر الصحف المرموقة في العالم افتتاح، بما في نيو يورك تايمز، فاينانشال تايمز، ذي إندبندنت، لوموند، كوريري ديلا سيرا. في عام 2005، زار المبنى من قبل الرئيس الأمريكي السابق بيل كلينتون.

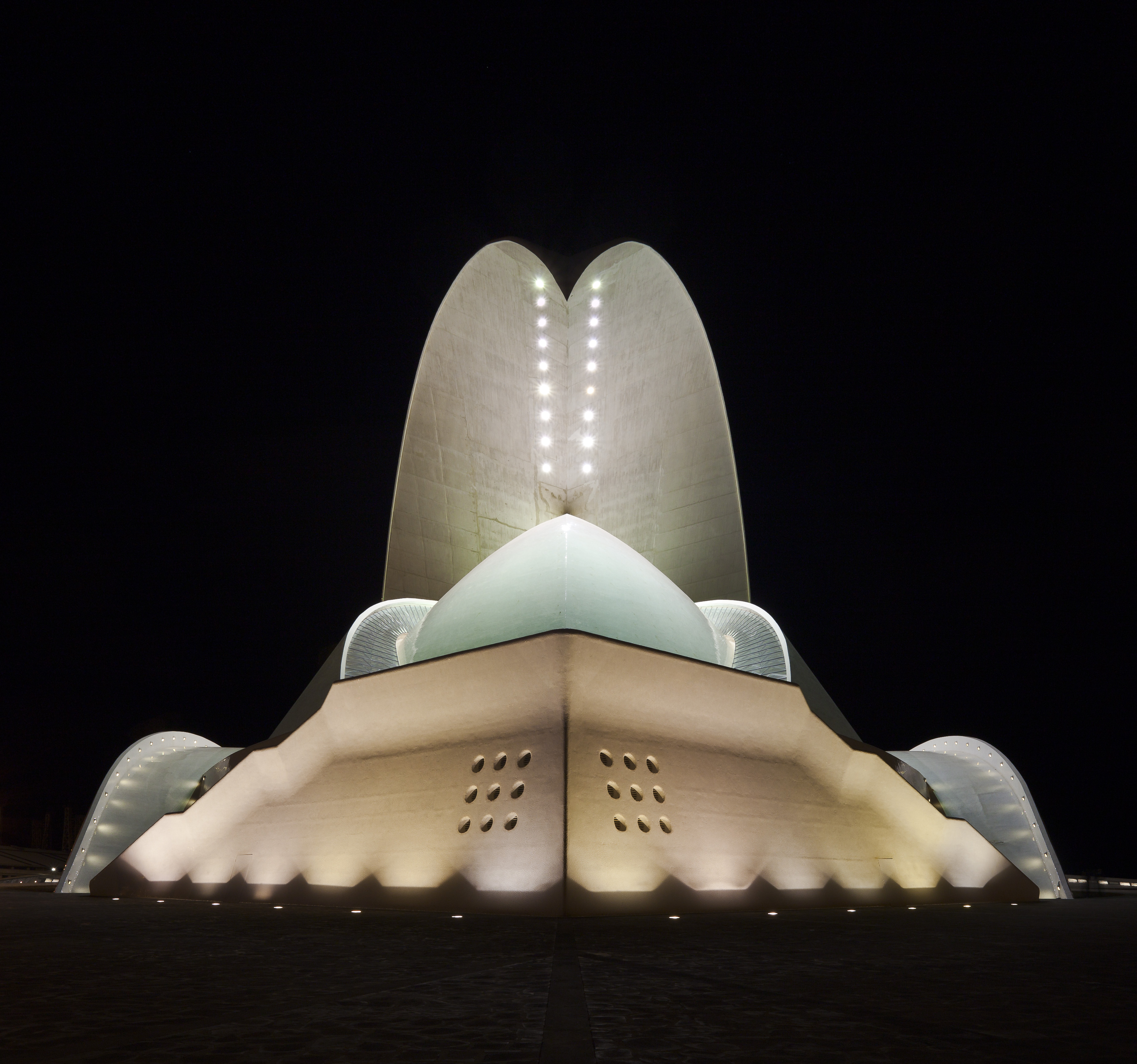
للرؤية الليلية

## ملامح
المبنى تشتهر «القوس» كبيرة أو «سترة»، يعتبر مثال للهندسة المعمارية الإسبانية المعاصرة. تميز هذا القوس قبل وبعد في تاريخ الهندسة المعمارية، هو قوس كبير فقط معتمدة من قبل نقطتين فقط من الدعم، بينما يظهر طرف خطورة علقت متحديا. أبعاد تقريبي للعنصر هي 60 متر العرض الأقصى، على بعد 100 متر من طول الإسقاط الأفقي، وارتفاع 40 مترا.
المبنى الناشئة شاطئ البحر يستحضر بيت دار دار أوبرا سيدني في أستراليا. ويعني هذا أنه منذ بناء للأوبرا دي تينيريفي في عام 2003، وقد شاع مصطلح «المحيط الأطلسي سيدني» للإشارة إلى مدينة سانتا كروث دي تينيريفه.

## وصلات خارجية
- الموقع الرسمي